# Naučná stezka Jánské kameny

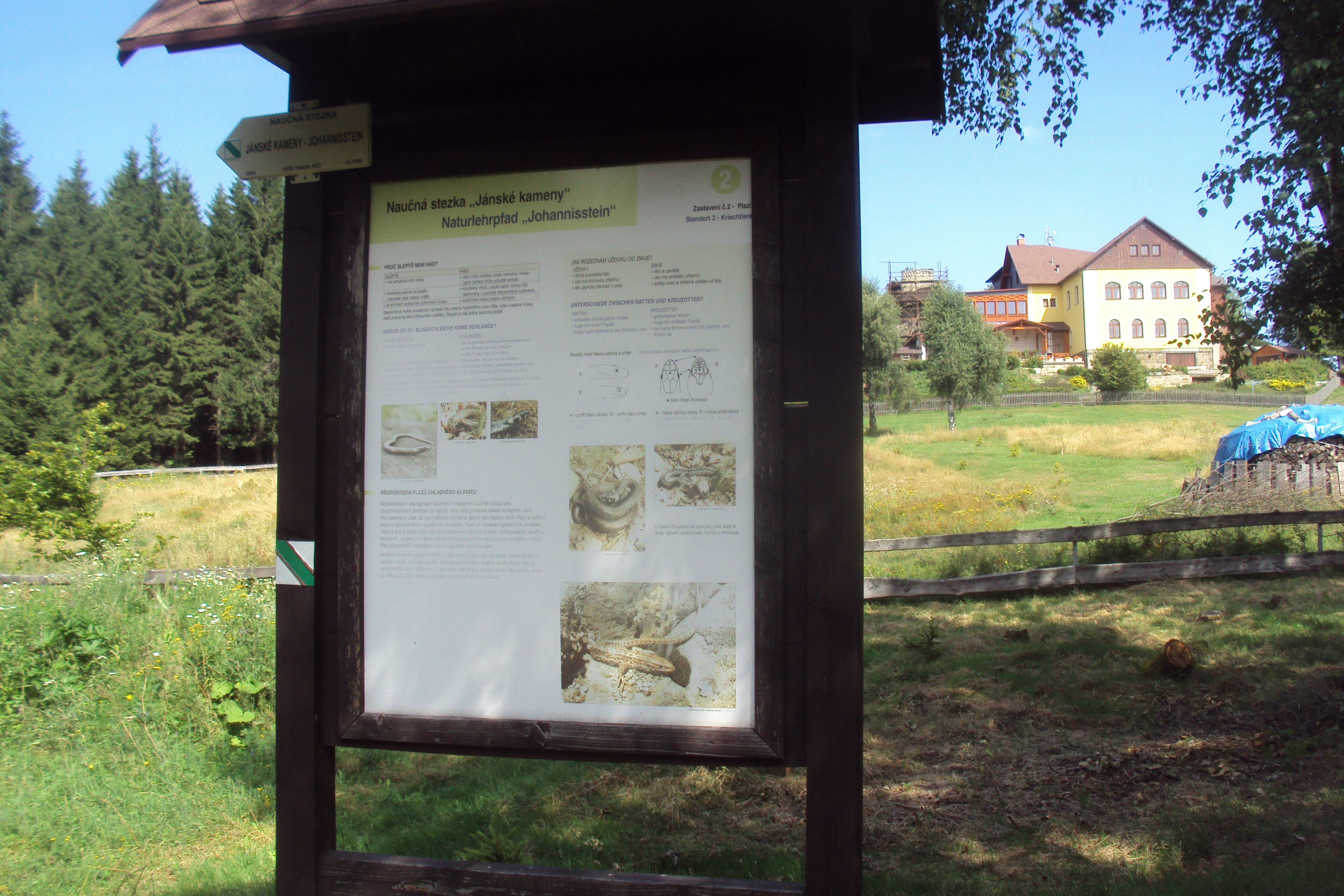
Druhé zastavení naučné stezky

Naučná stezka Jánské kameny byla vybudována v Lužických horách na katastru obce Krompach roku 2006. Je dlouhá zhruba 1 km, má čtyři zastavení s informačními tabulemi a vyznačená odpovídajícím značením Klubu českých turistů.

## Základní údaje
Naučnou stezku vč. informačních tabulí a úpravy stanovišť na trase vybudovalo občanské sdružení Jánské kameny – Johanbisstein s pomocí řady subjektů v letech 2005 až 2006. Je určena pouze pro pěší turisty, dlouhá 1000 metrů a není fyzicky náročná. Vede lesem a při skalách.
Jednotlivé informační tabule seznamují turisty – čtenáře s lokalitou, její historií, květenou, faunou, geologií. Texty jsou psány česky i německy a jsou doplněny fotografiemi. 
Stezka v lokalitě Jánské kameny je propojena značením podle regulí Klubu českých turistů, čtverec se středním pruhem v zelené barvě, plus kovové směrovky. Začátek stezky je napojen na žlutě značenou turistickou trasu sestupující ze saské osady Hain patřící k Oybinu do jižně ležící české obce Krompach. 

## Zastavení na stezce
1. Úvodní tabule s informacemi o stezce
2. Plazi
3. Historie a geologie
4. Rostliny okolí